# Chesterville (Ohio)
Chesterville es una villa ubicada en el condado de Morrow en el estado estadounidense de Ohio. En el Censo de 2010 tenía una población de 228 habitantes y una densidad poblacional de 415,24 personas por km².

## Geografía
Chesterville se encuentra ubicada en las coordenadas 40°28′29″N 82°40′50″O / 40.47472, -82.68056. Según la Oficina del Censo de los Estados Unidos, Chesterville tiene una superficie total de 0.55 km², de la cual 0.53 km² corresponden a tierra firme y (3.3%) 0.02 km² es agua.

## Demografía
Según el censo de 2010, había 228 personas residiendo en Chesterville. La densidad de población era de 415,24 hab./km². De los 228 habitantes, Chesterville estaba compuesto por el 97.81% blancos, el 0% eran afroamericanos, el 0% eran amerindios, el 0% eran asiáticos, el 0% eran isleños del Pacífico, el 0% eran de otras razas y el 2.19% pertenecían a dos o más razas. Del total de la población el 0.44% eran hispanos o latinos de cualquier raza.